# Copris angustus
Copris angustus là một loài bọ cánh cứng trong họ Bọ hung (Scarabaeidae).